# Satan’s Disciples
Satan’s Disciples, auch Satan Disciples (Abkürzung: SD) ist eine US-amerikanische Straßengang, die vor allem in Chicago aktiv ist, aber auch in anderen Städten einzelne Sektionen hat. Insgesamt soll die Gang in 22 US-Bundesstaaten aktiv sein.

## Geschichte
Die Satan’s Disciples wurden in den 1960ern gegründet und bestand zunächst als kleinere Bande spanischstämmiger Amerikaner in Pilsen. Bis 1971 wuchs sie auf etwa 60 Mann an und gab sich selbst eine Art Verfassung. Um 1978 schlossen sie sich der Folk Nation, einer Allianz zahlreicher Gangs aus Chicago, an. Hintergrund waren Streitigkeiten mit der Gang Latin Kings, die vor allem aus lateinamerikanischen Einwanderern bestand.
In den 1980ern verbreitetere die Gang ihr Territorium unter der Führung von Aggipito „King Aggie“ Villalobos im Südwesten bis nach Gage Park und Brighton Park. Auch in den Vorstädten Bridgeport und Cicero wurde die Gang aktiv. 1983 wurde Villalobos nach einem bewaffneten Raubüberfall zu einer mehrjährigen Haftstrafe verurteilt. Gerüchteweise soll er die Gang aus dem Gefängnis durch seine rechte Hand Danny „Gizmo“ Valentino geleitet haben. Als er 1995 aus dem Gefängnis entlassen wurde, kam es jedoch zum Streit zwischen den beiden Anführern der Gruppe, der schließlich in der Ermordung Valentinos endete. Villalobos wurde zusammen mit sechs weiteren Angeklagten des Mordes verdächtigt. Am Ende wurden drei Angeklagte, darunter Villalobos, vor Gericht gestellt. Nur einer der Täter wurde zu 30 Jahren Haft verurteilt, der weitere Angeklagte und Villalobos wurden aus Mangel an Beweisen freigesprochen, nachdem ein Augenzeuge seine Aussage vor Gericht änderte.

## Organisation
Die Satan’s Disciples bestehen vor allem aus Mitgliedern spanischer Herkunft. Ihr Symbole sind die Buchstaben „SD“, Teufelshörner und ein Dreizack. Als Emblem wird eine Teufelsfigur verwendet, die früher im Comic-Stil gehalten war, heute aber auch als eher düstere Figur gezeichnet werden kann. Pate stand die Comicfigur Hot Stuff the Little Devil. Als Teil der Folk Nations ist der Davidsstern ein weiteres beliebtes Tattoomotiv. Die Gangfarben sind gelb und schwarz.
Die Satan’s Disciples sind eine der wenigen Gangs in den Vereinigten Staaten, deren Chapter gemeinsame Bankkonten führen. Obwohl legale Geschäfte in ihrer „Verfassung“ als legitime finanzielle Einnahmequelle angegeben werden, beruht der weitestgehend größte Anteil aus dem Verkauf von sogenannten „soften“ Drogen, insbesondere Marihuana und Clubdrogen.
Bis Mitte der 1990er Jahre wurde die Gang durch eine einfache Hierarchie beherrscht, an deren Spitze ein „King“ (dt. ‚König‘) und sein Stellvertreter der „Prince“ (dt. ‚Prinz‘) stand. Diese gaben die Befehle weiter an die einzelnen Gangbosse. Nach der Ermordung von Valentino hob die Gang diese Hierarchie auf und operiert nun über eine Versammlung. Die Gang ist ebenfalls über das Internet und dort über verschiedene Kommunikationswege vernetzt.